# Földeák
Földeák község Csongrád-Csanád vármegye Makói járásában.

## Fekvése és közlekedése
Makó és Hódmezővásárhely között fekszik. Közúton Makótól 12, míg Hódmezővásárhelytől 18 kilométerre található. Szomszédjai észak felől a Hódmezővásárhelyhez tartozó Szikáncs, dél felől Makó, kelet felől ez utóbbi város nagy kiterjedésű külterületei, nyugat felől pedig Óföldeák.

### Megközelítése
Közúton mindkét szomszédos város felől kényelmesen elérhető, de az azokat összekötő 4415-ös út a belterületét elkerüli, azon csak a 44 132-es út vezet végig, amely két ponton is csatlakozik a 4415-öshöz. Belterületén négy buszmegálló van, a legnagyobb forgalmú a „Földeák községháza” elnevezésű. Makóra naponta 15, míg Hódmezővásárhelyre 14 buszjárat indul és egy gyorsjárat Szegedre munkanapokon ötször, hétvégén és ünnepnapokon kétszer amely – Óföldeákot és Maroslelét is érintve – az M43-as autópályán keresztül közelíti meg a várost, de ezen kívül Makóra iskolabusz is jár.
A hazai vasútvonalak közül a települést a Tiszatenyő–Hódmezővásárhely–Makó-vasútvonal érinti, amelynek azonban az itteni szakaszán 2009. december 13. óta nincs személyforgalom. Földeák vasútállomás egyébként a településközpont nyugati szélén helyezkedik el, közúti elérhetőségét a 44 318-as számú mellékút biztosította.

## Története
Földeák nevének első ismert említése 1332-ből származik, amikor egy okirat említi Jakobus de Fyldyak „királyi ember" személyét. Pais Dezső feltételezése szerint a település neve összetett szó lehet, ami vélhetően arra utal, hogy egy Fil (Fülöp?) vagy hasonló nevű, írástudó (deák) személy volt a hely névadója, valamikor a 11-12. században. A 15. században már állt Szent Márton tiszteletére szentelt temploma. A török hódoltság idején névlegesen több végvári vitéz kapta meg birtokadományként, ám ténylegesen nem tudták birtokba venni a területet. Templomát ezekben az években erődtemplommá, ún. tarisznyavárrá alakították, a tizenöt éves háború azonban, a környék más településeihez hasonlóan, itt is megtörte a fejlődést.
Az 1600-as évek első felében a település viszonylag gyorsan újjáépült: 1647-ből már bíráját és esküdtjeit említik, egy évtizeddel később pedig már saját pecsét készítésére kaptak engedélyt – az ekkor (1658) készült pecséten egy jobb felé nyúló, kardot tartó kar látható. A török kiűzetésekor a császári csapatok – amelyek ki akarták éheztetni a Gyulán állomásozó török seregeket – Földeák lakóit is kitelepítették, s az újratelepülésre csak 1723 körül került sor, főként Szeged-alsóvárosi és makói zsellérek ideköltöztetésével.
A földeáki Návay család – amelynek tagjai 1729-ben lettek Földeák birtokosai – 1809-ben dohánykertészeket telepített a község Karabuka nevű határrészére.
```
FÖLDEÁK: "Magyar falu Csanád Vármegyében, birtokosai Návay Urak, lakosai katolikusok, fekszik Makó mező Várostól egy mértföldnyire. Szárazságban az itatásra nézve néha fogyatkozást szenyved, mivel laposon fekszik, és Maros vize is el szokta önteni határját, egyébaránt gazdagon fizet, fája nintsen, de nádgya annyi terem, hogy pénzen el is adhat, termő földgye gazdag, réttyei jók, legelője nagy, ’s más egyéb javai is lévén, első Osztálybéli."
 
(
Vályi András
: 
Magyar országnak leírása
 1. kötet, Buda, 
1796
–
1799
)
```

Rövidesen ott új település kezdett kialakulni, melyet ugyancsak Földeák néven neveztek, ugyanakkor a történelmi Földeákot Óföldeáknak kezdték nevezni. Miután pedig Óföldeákot a 19. század derekán többször is elöntötte a Tisza és a Maros – 1845-ben a falut is romba döntve –, a lakosság túlnyomó része az „új” Földeákra települt át.
1845 után a falu rohamos fejlődésnek indult, különösen az 1854–1871 között itt szolgált Oltványi Pál plébános tett igen sokat a faluért. Ekkor (1855 és 1857 között) épült a Szent László téri templom, romantikus stílusban, de több helyi alapítvány létrejötte is ugyanehhez az időszakhoz, és a plébános személyéhez köthető. Ugyancsak ezekben az években kapott a település piac- és vásártartási jogot, ugyanettől az időtől már állandó orvosi ellátás, illetve gyógyszertár is működött a faluban.
Az ország vérkeringésébe az 1903-ban megnyitott Hódmezővásárhely–Makó-Újváros–Apátfalva–Nagyszentmiklós helyiérdekű vasút kapcsolta be a települést. A két világháború közötti időszakot pezsgő kulturális élet jellemezte: működött helyi szervezete a KALOT-nak (a Katolikus Agrárifjúsági Legényegyletek Országos Testületének), a Szívgárda Szövetségnek, a Szent Vince Szeretet Egyesületnek, és volt a községnek gazdasági egyesülete is, amelyek saját könyvtárral rendelkeztek, és rendszeresen adtak elő népszínműveket is.

### A földeáki rózsalakodalmak
A településre jellemző érdekes szokások közé tartoznak az évenkénti rózsalakodalmak, amelyek alapját ugyancsak Oltványi Pál vetette meg, a 19. század derekán. A plébános még az 1850-es években fogalmazta meg egy olyan alapítvány alapokiratát, amely azt célozta, hogy évente egy-egy arra érdemes, hívő és jó erkölcsű fiatal legény, illetve leány szerény erénydíjban részesüljön. A plébános már a megyés püspök engedélyét is megszerezte, amikor a párbérfizetés miatt súlyos ellentétbe került a településsel, ezért elhatározta, hogy „jegeli” az alapítvány megalapítását egészen haláláig, vagy addig, amíg el nem költözik Földeákról. Ezen elhatározását be is tartotta, ezért csak azt követően értesítette Földeák elöljáróságát az általa tett hasonló célú alapítványról, miután – 1871 végén – Szegedre helyezték át. A község elöljárói természetesen örömmel fogadták a felajánlást, aminek értelmében a faluból eltávozott plébános 1000 forintos alapítványának kamatait, évente és fejenként 20-20 forintot kellett két-két jó erkölcsű, a tanulásban és a templomlátogatásban is kifogástalan életvitelű, szegény sorú legény és leány jutalmazására fordítani. Az erénydíjból minden év június 29-én kellett „rózsalakodalmat” tartani, az összegből volt fizetendő a zenekar, továbbá a „rózsakirálynő” koszorúja és a „rózsakirály” kalapját ékesítő bokréta is.
Az első rózsalakodalmat 1872-ben tartották, nagy sikerrel, így Oltványi Pál a következő években többször is újabb befizetésekkel emelte az alapítvány összegét. Sőt, végrendeletileg további 1000 forintot ajánlott fel arra is, hogy a korábbi kettő helyett évente három rózsapár kaphasson erénydíjat; 1911-re azonban kiderült, hogy a rendelkezésre álló tőkeösszeg már nem elegendő három pár méltó megjutalmazására, ezért a végrendeleti összeget az egyházmegyei hatóság tartalékképpen befagyasztotta. Az első világháború idejéről és az azt követő évekből nincs adat arra, hogy megtartották-e ezeket az aratási ünnep jellegű rendezvényeket, 1924-től azonban ismét felelevenítették ezt a hagyományt, méghozzá oly módon, hogy – miután a korábbi alapítványi összeg elértéktelenedett – közadakozásból gyűjtötték össze az évenkénti rendezvény költségeihez szükséges összeget.
Kifejezetten érdekes, hogy ennek a hangsúlyozottan vallási jellegű hagyománynak a második világháború sem vetett véget, sőt 1945-ben a Földeákon működő pártszervezetek mindegyike támogatta a rózsalakodalom lebonyolítását: a Független Kisgazdapárt helyi szervezete – az esős időre tekintettel – a Gazdakör fedett helyiségét ajánlotta fel az egyébként mindig a községi piactéren lebonyolított rendezvény megtartásához, a Nemzeti Parasztpárt községi aktivistái a szervezésben és a pénzgyűjtésben vállaltak szerepet, a Kommunista Párt földeáki szervezete pedig 200 pengő pénzadománnyal járult hozzá a program sikeréhez. A rózsalakodalmak hagyománya így csak 1948 után szakadt meg, de nem véglegesen: 1996-ban, „új” Földeák alapításának 150. évfordulója alkalmából szervezett rendezvénysorozat kapcsán felelevenítették, és azóta ez a szokás élő hagyománynak számít.
Ehhez hasonló népszokás Magyarországon – Földeákon kívül – csak a Karátsonyi család birtokának három Pest vármegyei településéről (Pilisvörösvárról, Pilisszentivánról és Solymárról) ismert, az 1882 és 1914 közötti időszakból, ahol a rózsaesküvők egy, gróf Karátsonyi Guido által alapított erénydíj átadásához kapcsolódtak. Fontos különbség viszont, hogy míg a Karátsonyi-birtokon tartott rózsaesküvők tényleges esküvői szertartások voltak, a földeáki rózsalakodalmak, amelyek hagyományának megalapozására a szomszédos Csanádpalotán is történtek kísérletek, egyházjogi értelemben nem minősültek házasságkötésnek. Más kérdés, hogy a rózsapárok jelentős részéből később ténylegesen is házaspár vált.

## Közélete

### Polgármesterei
- 1990–1992: Wéber Mátyás (MSZP)[7]
- 1992–1994: Wéber Mátyás (nem ismert)[8][9]
- 1994–1998: Vass Imre (független)[10]
- 1998–2002: Vass Imre (független)[11]
- 2002–2006: Vass Imre (független)[12]
- 2006–2010: Vass Imre (független)[13]
- 2010–2014: Vass Imre (független)[14]
- 2014–2019: Hajnal Gábor (független)[15]
- 2019–2024: Hajnal Gábor (Fidesz-KDNP)[16]
- 2024– : Hajnal Gábor (Fidesz-KDNP)[1]

1992. március 22-én időközi polgármester-választást tartottak a településen Wéber Mátyás lemondása miatt, azonban az alacsony részvételi arány miatt április 5-én meg kellett ismételni.

## Népesség
| Lakosok száma | 3049 | 3018 | 2967 | 2909 | 2899 | 2875 | 2899 |
|               | 2013 | 2014 | 2017 | 2021 | 2022 | 2023 | 2024 |

2001-ben a település lakosságának közel 100%-a magyar nemzetiségűnek vallotta magát.
A 2011-es népszámlálás során a lakosok 92,4%-a magyarnak, 0,2% cigánynak, 0,5% németnek, 0,3% románnak mondta magát (7,6% nem nyilatkozott; a kettős identitások miatt a végösszeg nagyobb lehet 100%-nál). A vallási megoszlás a következő volt: római katolikus 49,7%, református 8,7%, evangélikus 0,3%, görögkatolikus 0,3%, felekezeten kívüli 21,4% (18,7% nem nyilatkozott).
2022-ben a lakosság 92,2%-a vallotta magát magyarnak, 0,2% cigánynak, 0,2% bolgárnak, 0,2% németnek, 0,1-0,1% románnak, szlovénnek és szerbnek, 1,1% egyéb, nem hazai nemzetiségűnek (7,8% nem nyilatkozott; a kettős identitások miatt a végösszeg nagyobb lehet 100%-nál). Vallásuk szerint 29,7% volt római katolikus, 5,8% református, 0,6% görög katolikus, 0,4% evangélikus, 0,1% ortodox, 1,2% egyéb keresztény, 1% egyéb katolikus, 22,1% felekezeten kívüli (39% nem válaszolt).

## Nevezetességei
- Rendkívül ismert egy Földeákon készült kép József Attiláról 1929-ből
- A felújított római katolikus templom, a 2000-es években készült üvegablakokkal
- A temetőben található kálvária
- Horgász-tó
- Falunapok minden év májusában
- Betyár-csárda a Száraz-ér mellett, a Kornél-erdő közelében

## Sport

### A Földeáki Torna Klub
A  Földeáki Torna Club (Földeáki TC) egy 1913-ban alakult Csongrád - Csanád megyei Torna Klub és labdarúgócsapat. Jelenleg a Csongrád - Csanád megye II. osztályában szerepel a felnőtt együttes. Utánpótlás csapat is működik (U-14).
A klub képviseltette magát a teke-szakosztályban is. Az 1988-as születésű Ács Tamás igen szép karriert futott be. Jelenleg [mikor?] a Zengő Alföld Szegedi TE játékosa. Fontosabb eredményei: országos serdülő egyéni bajnok (2004), országos serdülő egyéni-2. (2006), NB I-es bajnok (Szegvárral), NB II-es bajnok (Földeákkal), Európa-kupa-3. (2017), szuperliga-2. (2018), szuperliga-győztes (2019), Bajnokok Ligája-4. (2019), Európa-kupa-3. (2018).

## Neves személyek
- 1815. december 30-án született Földeákon, és ugyanott is halt meg 1879. március 20-án Návay Tamás, Csanád vármegye tiszteletbeli főjegyzője, táblabírája és országgyűlési követe, aki e minőségében nagy érdemeket szerzett a vármegyei közkórház építése körül is.
- A község nagynevű plébánosa volt 1854. december 23-tól 1871. november 1-ig, Szegedre történt kinevezéséig[4][21] Oltványi Pál (1823–1909) pápai kamarás,[22] akinek jelentős szerepe volt az 1857-ben felépült új római katolikus templom és a fiúiskola létrejöttében.
- 1881-ben Földeákon született, állatorvosi családban dr. Abonyi Sándor zoológus, a selyemhernyó- és méhészeti kutatások, illetve a hazai állatszövettani oktatás jelentős személyisége. (+1930)
- Itt született 1892. december 18-án, itt hunyt el 1971. január 9-én, sőt az itteni temetőben is nyugszik Bánszki Tamás képzőművész-tanár.

## Családkönyv
Már online elérhető Földeák község anyakönyveit feldolgozó családkönyv, amely 1723-tól tartalmazza a születési- és házassági anyakönyvekben fellelhető adatokat, kereshető és rendezett formában. Az adatok folyamatosan bővülnek, jelenleg 1920-ig tartalmazza a születési és házassági adatokat (több, mint 30.000 személy és közel 7.000 család, a generációk összekötésével, ahol lehetséges volt). A tervek szerint a házassági (1950-ig)- és halálozási (1980-ig) adatok 2020 év végig fognak frissülni.
A családkönyv itt érhető el

## Földeákról szóló cikkek, könyvek, kiadványok
- Ádók István – Paraszti életforma Földeákon
- Dénes József – Várak Magyarországon – Óföldeák
- Kissné Németh Anikó – Rózsalakodalom
- Sipos Erzsébet – Szülőföldem, Földeák népélete – 1982
- Rácz Sándor – Földeák és környéke tájszótára – 1984
- Ádók István – Földeák és Óföldeák községek 1944. évi őszi háborús történései – 1994
- Ádók István – Óföldeák és Földeák történelme – 1996
- Ádók István – Földeák község néprajza – 1997
- Ádók István – Földeák krónikája – I. és II. világháború – 1998
- Ádók István – Óföldeák és Földeák községek kultúr krónikája – 2000
- Gilicze János és Schmidt József – 100 magyar falu – Földeák – 2000
- Gilicze János – A földeáki Návay család története, Debrecen, Hajdú-Bihar Megyei Múzeumok Igazgatósága, Tiszántúli Történész Társ.,2006
- Rácz Sándor – Földeák temetőinek névvilága – 2000
- Vass Károly – Egy rekonstruált erődtemplom – 2001
- Horváth Mihály:Földeák rövid története és bibliográfiája – 2000.
- Horváth Mihály: A Marosvidék napilap földeáki és óföldeáki vonatkozású cikkei: 1923. december – 1928. december – 2007
- Horváth Mihály: Múltidéző Az Országos Stefánia Szövetség 181. sz. földeáki védőintézetének rövid története. (In: Földeák. – 17. évf. 12. sz.(2010. dec.), p. 8. : ill.)
- Horváth Mihály: A földeáki első világháborús emlékmű története (in: Marosvidék. – 6. évf. 2. sz. (2005. augusztus), p. 44-45.)
- Horváth Mihály: Földeáki és óföldeáki katonák második világháborús Honvédségi Közlönyökben – 2001
- Horváth Mihály: A Csongrád Megyei Hírlap földeáki és óföldeáki vonatkozású cikkei 1960; -2008.
- Horváth Mihály: Adalékok a földeáki posta történetéhez (in: Földeák. 18. évf. 2. sz. (2011. február), p. 9. : ill.)
- Horváth Mihály: A földeáki reformátusság a második világháború előtt (in: Marosvidék. – 12. évf. 1.sz. (2011. április), p. 20-26.) http://www.marosvidek.hu/kiadasok/2011/1szam.pdf
- Horváth Mihály: A régi Földeák jegyzői (in: Földeák. – 18. évf. 5. sz. (2011. május), p. 8–9.) ; (in: Marosvidék. – 12. évf. 3. sz. (2011. december), p. 35–40. : ill.) http://www.marosvidek.hu/kiadasok/2011/3szam.pdf
- Horváth Mihály: 110 éves a „főtéri” iskola (in: Földeák. 18. évf. 8. sz.(2011. augusztus), p. 4. : ill.)
- Horváth Mihály: A régi Földeák orvosai (in: In: Földeák. – 17. évf. 7. sz. (2010. júl.), p. 14–15.; Marosvidék. – 12. évf. 2. sz. (2011. augusztus), p. 42–47. : ill.) http://www.marosvidek.hu/kiadasok/2011/2szam.pdf
- Horváth Mihály: 130 éves a Návay Lajos Általános Iskola Zárda utcai épülete (in: Földeák. 18. évf. 10. sz. (2011. október), p. 9. : ill.)
- Horváth Mihály: Csathó Kálmánné Szász Erzsébet földeáki tanítónő és Fekete István író levelezése (in: Földeák. – 19. évf. 2.sz. (2012. február), p. 9. : ill.)
- Horváth Mihály: A földeáki Csathó házaspár emlékezete (in: Marosvidék. – 13. évf. 1. sz. (2012. április), p. 31–35.)http://www.marosvidek.hu/kiadasok/2012/1szam.pdf
- Horváth Mihály: Színjátszás a régi Földeákon (in: Marosvidék. – 13. évf. 1. sz. (2012. április), p. 19–24. : ill.) http://www.marosvidek.hu/kiadasok/2012/1szam.pdf
- Horváth Mihály: A "halál-motorbicikli" (in: Földeák. – 19. évf. 8. sz. (2012. augusztus), p. 5–6. : ill. ; in: Marosvidék. – 13. évf. 1. sz. (2012. augusztus), p. 20–23. : ill.) http://www.szegedilap.hu/cikkek/kultureset/horvath-mihaly--a----halal-motorbicikli---.html
- Horváth Mihály: A régi Földeák plébánosai (in: Marosvidék. – 14. évf. 2. sz. (2013. augusztus), p. 22–32. : ill.) http://www.marosvidek.hu/kiadasok/2013/2szam.pdf
- Horváth Mihály: A régi Földeák a korabeli sajtóban, 1853-1945 : cikkbibliográfia / Horváth Mihály. Szeged : Somogyi-könyvtár, 2012. – 158 p.
- Horváth Mihály–Szabó György: Csathó Kálmán, Csathó Kálmánné Szász Erzsébet (In: Pedagógusok arcképcsarnoka, X. kötet. Karácsony Sándor Pedagógiai Egyesület, Debrecen, 2011.) Utánközlése: A földeáki Csathó házaspár emlékezete. In: Marosvidék. – 13. évf. 1. sz. (2012. ápr.), p. 31–35.
- Horváth Mihály–Szabó György: Czirbus István (In: Pedagógusok arcképcsarnoka, XI. kötet. Karácsony Sándor Pedagógiai Egyesület, Debrecen, 2012.) Utánközlése: Czirbus István makói tanító életpályája. In: Marosvidék. – 13. évf. 3. sz. (2012. dec.), p. 28–29. : ill.
- Horváth Mihály–Szabó György: Bánszki Tamás (In: Pedagógusok arcképcsarnoka, XII. kötet. Karácsony Sándor Pedagógiai Egyesület, Debrecen, 2013.) Utánközlése: Bánszki Tamás életpályája. In: Marosvidék. – 14. évf. 3. sz. (2013. dec.), p. 7–11. : ill.
- Horváth Mihály: Földeáki katonák emlékezete I. Idegenben nyugvó második világháborús földeáki katonák. In: Földeák. – 20. évf. 11. sz. (2013. nov.), p. 2–3.
- Horváth Mihály: Földeáki katonák emlékezete II. Kitüntetett, előléptetett földeáki honvédek és tisztek a második világháborúban. In: Földeák. – 21. évf. 8. sz. (2014. aug.), p. 9. – (Múltidéző)
- Horváth Mihály: Földeáki katonák emlékezete III. Első világháborús falubeliek nyomában. In: Földeák. – 21. évf. 10. sz. (2014. okt.), p. 11.
- Horváth Mihály: 110 éves (lenne) a földeáki vasúti közlekedés 2013 http://www.vasutallomasok.hu/kc.php?a=162
- Kajszi Olga: Földeák község leírása 1940 / szerk: Horváth Mihály. Szeged : Somogyi-könyvtár, 2014. – 87 p.
- Horváth Mihály: Habsburg Rudolf hajóorvosának sírja a földeáki temetőben http://www.szegedilap.hu/cikkek/kultureset/horvath-mihaly--habsburg-rudolf-hajoorvosanak-sirja-a-foldeaki-temetoben.html
- Hajdanvolt Földeák: Helytörténeti cikkek és tanulmányok. Szeged: Csongrád-Csanád Megyei Önkormányzat. 2022.  390 p

## Külső hivatkozások
- Földeák honlapja
- Földeák község történelme; Gál–Gömöry Ny., Makó, 1883
- Képek a földeáki Dózsa termelőszövetkezet életéből; Csongrád Megyei Tanács–Hazafias Népfront Csongrád Megyei Bizottság, Hódmezővásárhely, 1956
- Sípos Erzsébet: Szülőföldem, Földeák népélete; Makói Múzeumi Baráti Kör–Egyetértés Tsz., Makó–Földeák, 1982 (A makói múzeum füzetei)
- Rácz Sándor: Földeák ragadványnevei; ELTE, Bp., 1982 (Magyar személynévi adattárak)
- Rácz Sándor: Földeák és környéke tájszótára; Magyar Nyelvtudományi Társaság, Bp., 1984 (A Magyar Nyelvtudományi Társaság kiadványai)
- Rácz Sándor: Szülőfalum, Földeák földrajzi nevei; Képviselőtestület, Földeák, 1998
- Gilicze János–Schmidt József: Földeák; szerk. Blazovich László; Száz Magyar Falu Könyvesháza Kht., Bp., 2001 (Száz magyar falu könyvesháza)
- Katona Pál: Makó után Földeákon. Historia domus; Római Katolikus Plébánia, Földeák, 2006 (Földeáki történetek)
- A szentkirályok tisztelete a 150 éves földeáki templomban; Római Katolikus Plébánia, Földeák, 2007 (Földeáki történetek)
- A földeáki rózsalakodalom; Római Katolikus Plébánia, Földeák, 2007 (Földeáki történetek)
- Szent helyek és szent emberek Földeákon; Római Katolikus Plébánia, Földeák, 2008 (Földeáki történetek)
- Egyházi élet Földeákon, 2006–2009; Római Katolikus Plébánia, Földeák, 2010 (Földeáki történetek)
- Horváth Mihály: A régi Földeák a korabeli sajtóban, 1853–1945. Cikkbibliográfia; Somogyi-könyvtár, Szeged, 2012
- Kajszi Olga: Földeák község leírása, 1940; szerk. Horváth Mihály; Somogyi-könyvtár, Szeged, 2014
- Földeáki História Domus. Plébánia és hívek története, 2004–2013; Római Katolikus Plébánia, Földeák, 2015